# NOW That's What I Call Christmas 2003
NOW That's What I Call Christmas 2003 er et dansk opsamlingsalbum udgivet i november 2003 af NOW Music. 

## Spor

### Disc 1
1. Queen – "Thank God It's Christmas"
2. Wham! – "Last Christmas"
3. Shakin' Stevens – "Merry Christmas Everyone"
4. Mel & Kim – "Rockin' Around The Christmas Tree"
5. Slade – "Merry Xmas Everybody"
6. Tamra Rosanes – "I Saw Mommy Kissing Santa Claus"
7. Air Supply – "Winter Wonderland"
8. Bobby Helms – "Jingle Bell Rock"
9. Gnags – "Julesang"
10. MC Einar – "Jul – Det' Cool"
11. José Feliciano – "Feliz Navidad"
12. Shu-bi-dua – "Den Himmelblå"
13. Juice/S.O.A.P./Christina feat. Remee – "Let Love Be Love"
14. Darleens – "It's Gonna Be A Cold Cold Christmas"
15. Elvis Presley – "I'll Be Home For Christmas"
16. Bing Crosby – "White Christmas"

### Disc 2
1. John Lennon & Yoko Ono – "Happy Xmas (War Is Over)"
2. Band Aid – "Do They Know It's Christmas?"
3. Otto Brandenburg – "Søren Banjomus"
4. The Pretenders – "Have Yourself A Merry Little Christmas"
5. Eartha Kitt – "Santa Baby"
6. Las Ketchup – "The Ketchup Song (Asereje)" (Crystal Sound Xmas Mix)
7. Natalie Cole – "Jingle Bells"
8. Destiny's Child – "8 Days Of Christmas"
9. Backstreet Boys – "Christmas Time"
10. Kate Bush – "December Will Be Magic Again"
11. Lars Lilholt – "Lad Julen Vare Længe"
12. Big Fat Snake – "Christmas Time Again"
13. Dido – "Christmas Day"
14. Mahalia Jackson – "Silent Night, Holy Night"
15. Fenger & Helmig – "Når Sneen Falder"
16. ABBA – "Happy New Year"